# Pamplie
Pamplie is een gemeente in het Franse departement Deux-Sèvres (regio Nouvelle-Aquitaine) en telt 269 inwoners (2004). De plaats maakt deel uit van het arrondissement Niort.

## Geografie
De oppervlakte van Pamplie bedraagt 12,2 km², de bevolkingsdichtheid is 22,0 inwoners per km².
De onderstaande kaart toont de ligging van Pamplie met de belangrijkste infrastructuur en aangrenzende gemeenten.

## Demografie
Onderstaande figuur toont het verloop van het inwonertal (bron: INSEE-tellingen).